# Новоторжский 114-й пехотный полк

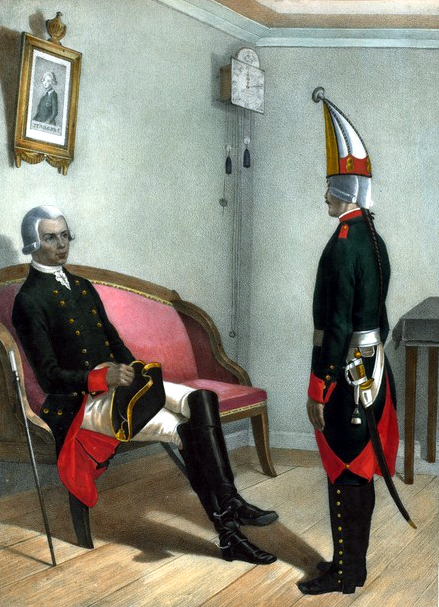
Штаб-офицер и Гренадер Старооскольского Мушкетерского полка. 1797-1801 гг.

114-й пехотный Новоторжский полк — пехотная воинская часть Русской императорской армии.
Старшинство — с 30 августа 1763 года. Полковой праздник — 30 августа.

## Места дислокации
В 1820 году — в Новгород-Северске. Второй батальон полка на поселении в Могилевской губернии. В составе 12-й пехотной дивизии

## Формирование и кампании полка

### Старооскольский полк
Полк сформирован 30 августа 1763 года на правах ландмилиции в составе двух батальонов, под названием «Украинского корпуса Староскольский полк». 16 января 1769 года полк по своей организации был сравнен с остальными полками и назван Староскольским пехотным полком.
В первую Турецкую войну полк участвовал в штурме Бендер в 1770 году и в сражении под Силистрией в 1773 году, а во время второй Турецкой войны, будучи посажен на корабли, участвовал в морских сражениях у Еникале, Гаджибея и Варны в 1790 году.
В 1792 году полк принял участие в военных действиях в Польше и находился в делах у Хелма и при Слониме.
29 ноября 1796 года полк был наименован Староскольским мушкетёрским, а затем назывался по именам шефов. С этого же времени в документах он стал именоваться с двойным «о» — Старооскольским.
В 1798 году полк, в составе корпуса Римского-Корсакова, совершил поход в Швейцарию и участвовал в бою у Цюриха, потеряв убитым командира полка подполковника Шошина и более половины своего состава.
31 марта 1801 года полку было возвращено название Старооскольского и он был приведён 30 апреля 1802 года в состав трёх батальонов.
В кампании 1806—1807 годов в Восточной Пруссии против французов полк участвовал в сражениях при Пултуске, Локау, Янкове, Ландсберге, Прейсиш-Эйлау, Гуттштадте, Гейльсберге и Фридланде.
В ходе русско-турецкой войны 1806 — 1812 годов полк в 1809 году находился при осаде Браилова, при взятии крепостей Прагово, Кладово и Неготина, а в 1811 году — при взятии Ловчи и в сражении при Рущуке.
В Отечественную войну 1812 года Старооскольцы, в составе 3-й резервной армии, действовали на Волыни против австрийцев, а в 1813 году геройски сражались под Лейпцигом, где 6 октября штыками выбили французов из селения Шенфельд. В 1814 году полк участвовал в сражении при Суассоне и в штурме Монмартра. За доблестное участие в Заграничной кампании 1813—1814 годов полку были пожалованы серебряные трубы.
28 февраля 1834 года Старооскольский пехотный полк был присоединён к Могилевскому пехотному полку и составил в нём 3-й, 4-й и 6-й батальоны. После этого соединения серебряные трубы, пожалованные Старооскольскому полку, были заменены знаками отличия на кивера с надписью «За отличие», для единообразия со старыми батальонами Могилевского полка.

### Новоторжский полк

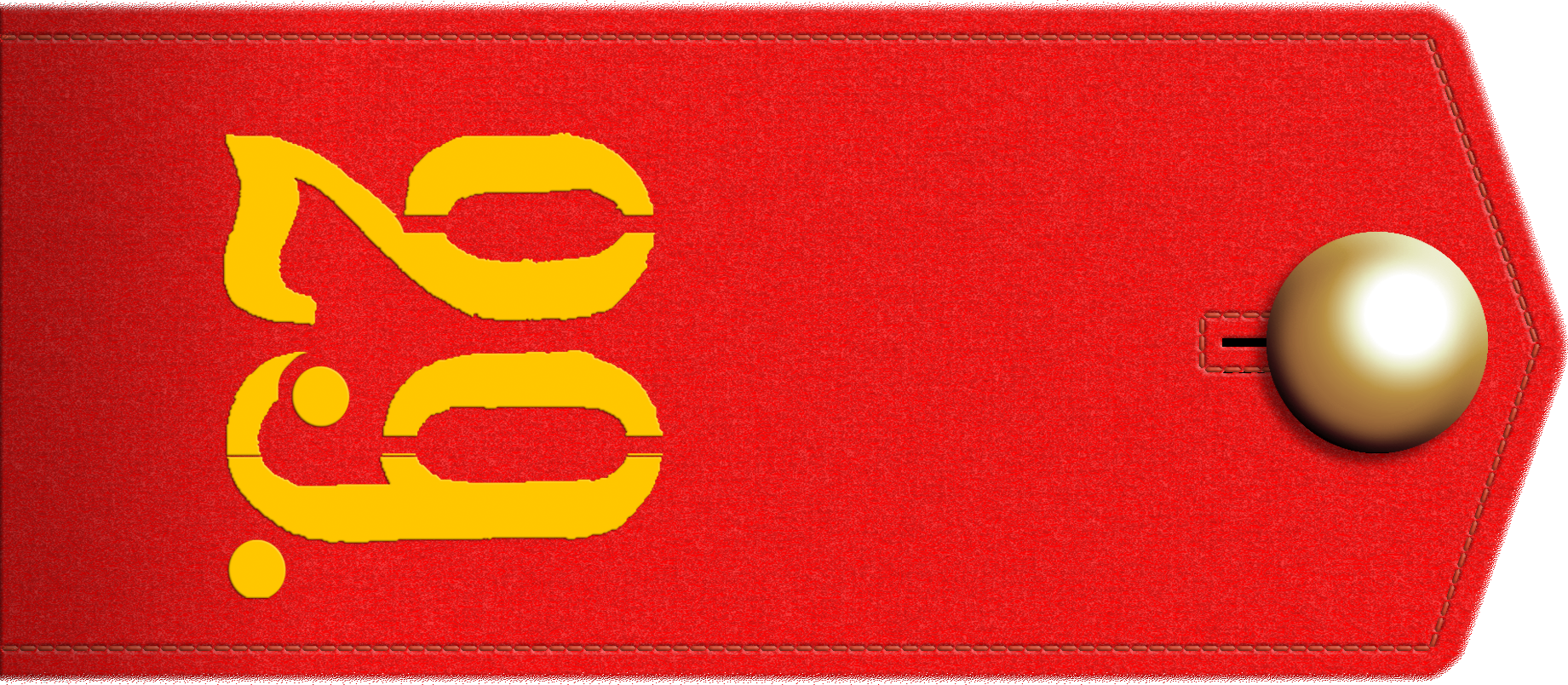
Погон рядового 1-й бригады 29 пехотной дивизии образца 1874 года (Новоторжский 114-й пехотный полк и Старорусский 113-й пехотный полк)

6 апреля 1863 года из 4-го резервного батальона Могилевского пехотного полка и бессрочно-отпускных нижних чинов был сформирован двухбатальонный резервный пехотный полк, названный 13 августа 1863 года Новоторжским пехотным полком и приведённый в состав трёх батальонов с тремя стрелковыми ротами. При сформировании Новоторжскому полку присвоены знаки на головные уборы с надписью «3а отличие». Кроме того, 1-й батальон получил серебряную трубу с надписью «3а усмирение Венгрии в 1849 г.» и «поход за военное отличие», пожалованные 25 декабря 1849 года и 30 августа 1853 года в бытность его 4-м батальоном Могилевского пехотного полка.
Сразу после своего сформирования Новоторжцы приняли участие в усмирении польского мятежа и были задействованы в операциях вдоль железной дороги между Динабургом и Вильной. 15 декабря 1863 года 1-му батальону, по случаю 100-летнего юбилея, было пожаловано знамя с надписью «1763—1863» и с Александровской юбилейной лентой. 25 марта 1864 года к наименованию полка был присоединён № 114.
В конце 1860-х — начале 1870-х годов полк был назначен на польско-прусскую границу в помощь пограничной страже.
7 апреля 1879 года был сформирован 4-й батальон.

## Знаки отличия полка
1. Полковое знамя с надписью «1763—1863» и с Александровской юбилейной лентой
2. Знаки на головные уборы с надписью «За отличие»
3. Серебряную трубу с надписью «За усмирение Венгрии в 1849 г.»
4. Поход за военное отличие — в 1-м батальоне.

## Командиры и шефы полка

### Старооскольский полк

#### Шефы
- 03.12.1796 — 27.03.1797 — бригадир (с 27.01.1797 генерал-майор) Засс, Андрей Павлович
- 20.04.1797 — 03.01.1800 — генерал-майор (с 18.10.1798 генерал-лейтенант) Козлов, Фёдор Фёдорович
- 03.01.1800 — 16.05.1807 — генерал-майор Быков, Феодосий Михайлович
- 21.05.1807 — 13.01.1808 — полковник Козловский, Платон Тимофеевич
- 27.01.1808 — 01.09.1814 — полковник (с 18.07.1811 генерал-майор) Шкапский, Михаил Андреевич

#### Командиры
- 30.08.1763 — конец 1763 — полковник Римский-Корсаков, Александр Васильевич
- 1764—1765 — полковник Тандефельд
- 1765—1766 — полковник Волков, Аполлон Андреевич
- 1766—1769 — полковник Порошин, Семён Андреевич
- 1769 — 18.06.1773 — полковник Павлов
- 1773—1774 — полковник Румянцев, Михаил Петрович
- 1774 — ? — полковник Завадовский, Пётр Васильевич
- ? — 1786 — полковник Разумовский, Лев Кириллович
- 1786—1788 — полковник Цицианов, Егор
- 1788—1792 — полковник Чирков
- 01.06.1792 — 17.09.1797 — полковник Коновницын, Пётр Петрович
- 29.08.1798 — 14.09.1799[4] — подполковник (с 15.10.1799 полковник[5]) Шошин, Александр
- 09.01.1800 — 13.03.1802 — майор Лошкарев, Павел Сергеевич
- 13.03.1802 — 01.05.1802 — подполковник Сальков, Алексей Никитич
- 01.05.1802 — 18.11.1804 — полковник Потапов, Лев-Стратон Иванович
- 29.12.1804 — 03.05.1806[6] — подполковник (с 23.04.1806 полковник) Сальков, Алексей Никитич
- 12.06.1806 — 21.01.1807[7] — полковник Попов
- 21.03.1809 — 17.08.1809[8] — майор Афонасьев (Афанасьев, Дмитрий Петрович?)
- 06.09.1810 — 10.02.1814[9] — майор (с 13.04.1811 подполковник) Воеводский 1-й
- 10.02.1814 — 08.05.1816 — командующий майор Сириот
- 08.05.1816 — 26.03.1822 — полковник Ромашов, Николай Андреевич
- 30.05.1822 — 29.12.1828 — подполковник (с 23.08.1826 полковник) Дубельт, Леонтий Васильевич
- 17.01.1829 — 02.04.1833 — подполковник Шепелев, Дмитрий Лазаревич

### Новоторжский полк
- 06.04.1863 — хх.хх.1865 — полковник Брандт, Вильгельм Васильевич
- хх.хх.1865 — 28.03.1871 — полковник Мичурин, Аркадий Михайлович
- 02.04.1871 — 30.08.1882 — полковник Сироцинский, Владимир Миронович
- 11.10.1882 — 14.11.1885 — полковник Аминов, Иоганн-Фридрих-Густав Александрович
- 14.11.1885 — хх.хх.1886 — полковник Брюммер, Карл Вильгельмович
- 09.03.1886 — после 01.05.1891 — полковник Милиус, Александр Иосифович
- 08.01.1892 — 17.09.1894 — полковник Дюбюк, Фёдор Александрович
- 22.09.1894 — 30.01.1897 — полковник Кене, Борис Борисович
- 30.01.1897 — 21.07.1901 — полковник Прилуков, Пётр Иванович
- 22.09.1901 — 10.05.1904 — полковник Форселес, Карл-Иоганн Габриелович
- 20.05.1904 — 17.10.1904 — полковник Чагин, Владимир Александрович
- 23.10.1904 — 15.01.1909 — полковник Витвицкий, Николай Карлович
- 23.01.1909 — 01.05.1914 — полковник Пукалов, Дмитрий Платонович
- 13.05.1914 — 07.04.1916 — полковник (с 30.07.1915 генерал-майор) Иванов, Фёдор Матвеевич
- 08.04.1916 — 15.06.1917 — полковник Лескинен, Георгий Иванович
- 17.06.1917 — хх.хх.хххх — полковник Александров, Василий Павлович